# 韩国的抗议音乐
韩国抗议歌曲或民众歌谣（韩语：민중가요；汉字：民衆歌謠）是韩国的一种现代抗议歌唱文化形式。 它被用作支持韩国民主运动的音乐手段。主要受到在民主化运动中批判主流歌曲文化的人们的欢迎。“民众歌谣”一词是在1980年代中期抗议运动迅速增长时创造的，以区别于流行歌曲。 民众歌谣特别包括日本殖民时代的抗日歌曲，这种文化一直持续到1970年代初，并且通常指的是在1970年代后期开始成熟并持续到1990年的文化。

## 概念

2016年第四次“集会！愤怒！下台朴槿惠”示威

根据学者金炳顺的说法，民众歌谣反映了群众的意志，并发出了对当时的批评之声。 韩国抗议歌曲在1980年代出现，特别是在1987年的六月民主运动前后。 它们在1970年代和1980年代特别常见，反对总统朴正熙（韩语：박정희）和全斗焕（韩语：전두환）的军事政府。

## 1980年代之前
韩国抗议歌曲伴随着1970年代左右的韩国学生运动。 这些早期歌曲的主题多为批判流行音乐或克服困难。因此，韩国学生开始了自己独特的音乐文化，与流行文化不同。
一些早期的歌曲被称为“Demo-gas”（示威歌曲），另一些则被称为“民众歌谣”。 还有“解放歌”（韩语：해방가）、“塔那-塔那”和“风在吹”（韩语：바람이 분다）等歌曲。1975年以后，“呼啦歌”和“正义歌”也被加入到列表中。
在紧急状态时期，韩国大学变得更加严厉。参与运动的学生冒着生命危险，因此有着更强的信念。 这些学生开始批判旧的社会体系，开始了一种进步的政治文化。 这一时期大学生独特的批判奠定了韩国抗议歌曲的基础。

## 1980年代期间

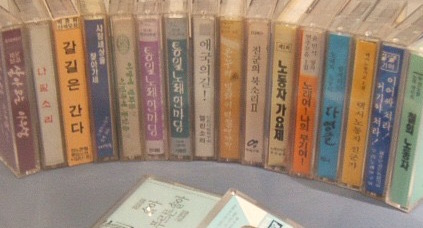
1980年代的韩国抗议歌曲磁带

1979年的短暂“民主之春”，在朴正熙被暗杀（或称“10.26事变”）后，为学生运动在公开示威中展示民众歌谣提供了机会。示威组织者向与会者分发印有歌词和民众歌谣曲谱的传单。这些歌曲作为抗议文化的一部分流行起来。
1980年代韩国抗议歌曲的历史可以分为三个时期。第一个时期是抗议歌曲时期， 或许多歌曲被作曲为行进歌曲的时期。《为了爱人的行进曲》（韩语：임을 위한 행진곡）在此期间写成，1980年至1984年间民众歌谣数量激增。
第二个时期始于刚刚大学毕业的年轻人，他们曾是音乐俱乐部的成员。 这些人在Aeogae剧场借用“Handurae”（韩语：한두레）剧场的名字举办了一场受《茄子花》（韩语：가지꽃）故事启发的音乐会。在这一时期，社会运动变得更加音乐化。
第三个时期是1987年六月民主起义之后。第一次“寻找人们的音乐”定期演出于1987年10月在韩国教会举行，纪念百周年纪念，在1987年中后期的大规模劳工冲突之后。在这一时期，人们认识到大学民众歌谣运动的局限，并试图找出如何克服和超越这些局限。1987年7月至9月的大规模劳工冲突之后，民众歌谣反映了工人的喜怒哀乐。经过这一时期，抗议歌曲不仅包括知识分子，还包括工人阶级。

## 1990年代及之后
从1990年代中期开始，可能由于学生示威和劳工示威的社会声音减弱，韩国抗议歌曲在许多其他领域失去了人气（除斗争现场外）。在这一时期，大学的音乐团体和专业文化示威团体开始尝试改变韩国抗议歌曲的形式，尝试新事物，但要将这种广泛接受的音乐形式改变为新潮流并不容易。
在2000年代，参与性示威文化开始确立。在这一时期，歌曲不再具有如“Fucking USA”和“韩国第一宪法”那样庄重的氛围，但它们的影响力并没有超出领域之外。

## 代表艺术家

### 金敏基
金敏基出生于全罗北道益山市，在上小学之前搬到首尔。在首尔国立大学时，他开始创作音乐并组建了“Doobidoo”乐队。那时，他遇到了他的小学朋友Helen Yang，并为她写了一首名为《晨露》（韩语：아침 이슬）的歌，1970年发行。1972年，他因演唱《我们将获胜》（韩语：우리 승리하리라）、《自由之歌》（韩语：해방가）、《吹花的孩子》（韩语：꽃피우는 아이）等歌曲被捕，所有歌曲被禁止播放。离开韩国军队后，他为杨姬恩写了歌曲《野草地上的松针》（韩语：거치른 들판의 푸르른 솔잎처럼）以及《工厂的灯光》（韩语：공장의 불빛）。

### 寻找歌曲的人们
“寻找歌曲的人们”（韩语：노래를 찾는 사람들）是1980年代至1990年代创作韩国抗议歌曲的音乐团体，简称“诺查萨”（韩语：노찾사）。由于韩国抗议歌曲并非为了商业成功而创作，它们比流行音乐更准确地描绘了当时对抗韩国独裁政权政治示威。该团体的专辑在商业上取得了成功，并在韩国流行音乐史上产生了重大影响。该团体由来自首尔大学的“梅阿丽”、高丽大学的“诺蕾-尔”、梨花女子大学的“韩索里”、成均馆大学的“索里-萨朗”等组成。